# Antofagasta
Pour les articles homonymes, voir Antofagasta (homonymie).
Antofagasta est une ville côtière et une commune du Chili située dans le désert d'Atacama. Avec une population d'environ 390 000 habitants elle est la cinquième ville du pays. Capitale de la région d'Antofagasta, elle concentre les deux tiers de sa population. La ville, créée en 1866, doit son existence à son port utilisé initialement pour exporter le phosphate, qui a été remplacé au cours du vingtième siècle par le cuivre de la mine de Chuquicamata, située à deux cents kilomètres à l'est et une des principales sources de devises du pays.

## Histoire
Durant le premier millénaire de notre ère, le site d'Antofagasta a fait partie de l'aire de développement de la civilisation précolombienne Tiwanaku. Puis il fait partie la zone sud, appelée Qolla Suyu (« quartier du midi ») du Tawantin Suyu (« règne des quatre quartiers » ou empire Inca). Celui-ci est conquis par les Espagnols en 1572 et fut rattaché à leur vice-royauté du Pérou. Bolivienne de l'indépendance (1824) jusqu'à 1885, la localité, initialement nommée Chimba, est fondée comme ville le 27 août 1868 par décret du président bolivien Mariano Melgarejo Valencia qui, le 2 octobre 1868, la baptise Antofagasta, d'après une ferme qu'il possédait à Antofagasta de la Sierra. Antofagasta et la province qui l'entoure furent annexées par le Chili à la suite de sa victoire dans la Guerre du Pacifique (1879-1884).

### Époque préhispanique
Antofagasta et ses environs étaient initialement habités par le peuple Likanantay qui exploitait dans la région le cuivre, le guano et le sel et le toponyme Antofagasta peut s'expliquer par les mots kunzas (langue des Likanantay) anto (ou hattun) : « grand », faya (ou haya) : « sel » et gasta : « lieu, localité », signifiant « village de la grande saline ». Mais la zone fit ensuite partie de l'Empire inca, et son nom peut aussi s'expliquer par le quechua anta (« cuivre ») et pakay (« caché ») signifiant « gisement de cuivre ».

### Époque espagnole
À la fin du XVIIe siècle, le gouverneur espagnol Ambrosio O'Higgins (en) (1788-1796), poste des troupes sur la côte afin d'empêcher d'éventuels débarquements de corsaires anglais. Le Mémoire que le vice-roi du Pérou José Fernando de Abascal a remis à son successeur, Joaquín de la Pezuela, en 1816, écrit alors : « La Vice-royauté du Pérou va de la province de Guayaquil au nord jusqu'à la lande d'Atacama au sud ».

### Indépendances
En 1825, lors les indépendances des républiques d'Amérique latine, l'Atacama est partagé par Simón Bolívar et Antonio José de Sucre entre le Pérou qui reçoit la région d'Arica au nord, la Bolivie qui reçoit celle d'Antofagasta au centre et le Chili qui reçoit celle de Copiapó au sud. En 1837, sous le gouvernement d'Andrés de Santa Cruz, la Bolivie crée deux provinces : La Mar (chef-lieu Cobija) et Atacama (chef-lieu San Pedro de Atacama).
Jusqu'en 1840 ces souverainetés ne sont pas remises en cause mais les gisements de minéraux attirent des colons le long de la côte : vers 1850, la famille chilienne Gallo Goyenechea originaire de Copiapó, exploitait le minerai de cuivre dans l'Atacama bolivien qui forme, en 1868, la province de Mejillones dont Antofagasta devient la capitale.
La fondation d'Antofagasta est liée à la formation simultanée de la province bolivienne de Mejillones et de deux sociétés de prospection, la Sociedad Exploradora del desierto de Atacama usuellement surnommée La Chimba et la Compañía Melbourne Clark, aux actionnaires britanniques, allemands et chiliens. Le président bolivien Mariano Melgarejo légifère pour réglementer leurs activités, ce qui irrite leurs actionnaires : ce sont les prémices de la guerre du Pacifique durant laquelle les troupes chiliennes occupent la ville « pour défendre les intérêts de leurs compatriotes ».
À l'issue de cette guerre gagnée par le Chili contre le Pérou et la Bolivie, Antofagasta devient chilienne le 14 février 1879. En 1906, la grève des chargeurs et des cheminots de la ligne Antofagasta-La Paz, commencée en janvier, devient une importante grève générale à Antofagasta.

## Géographie

### Situation
La ville d'Antofagasta est située en bordure de l'océan Pacifique dans le nord du Chili à environ 1 130 kilomètres au nord de la capitale du pays Santiago. Le gentilé est « Antofagastin, Antofagastine ».

### Géologie et relief

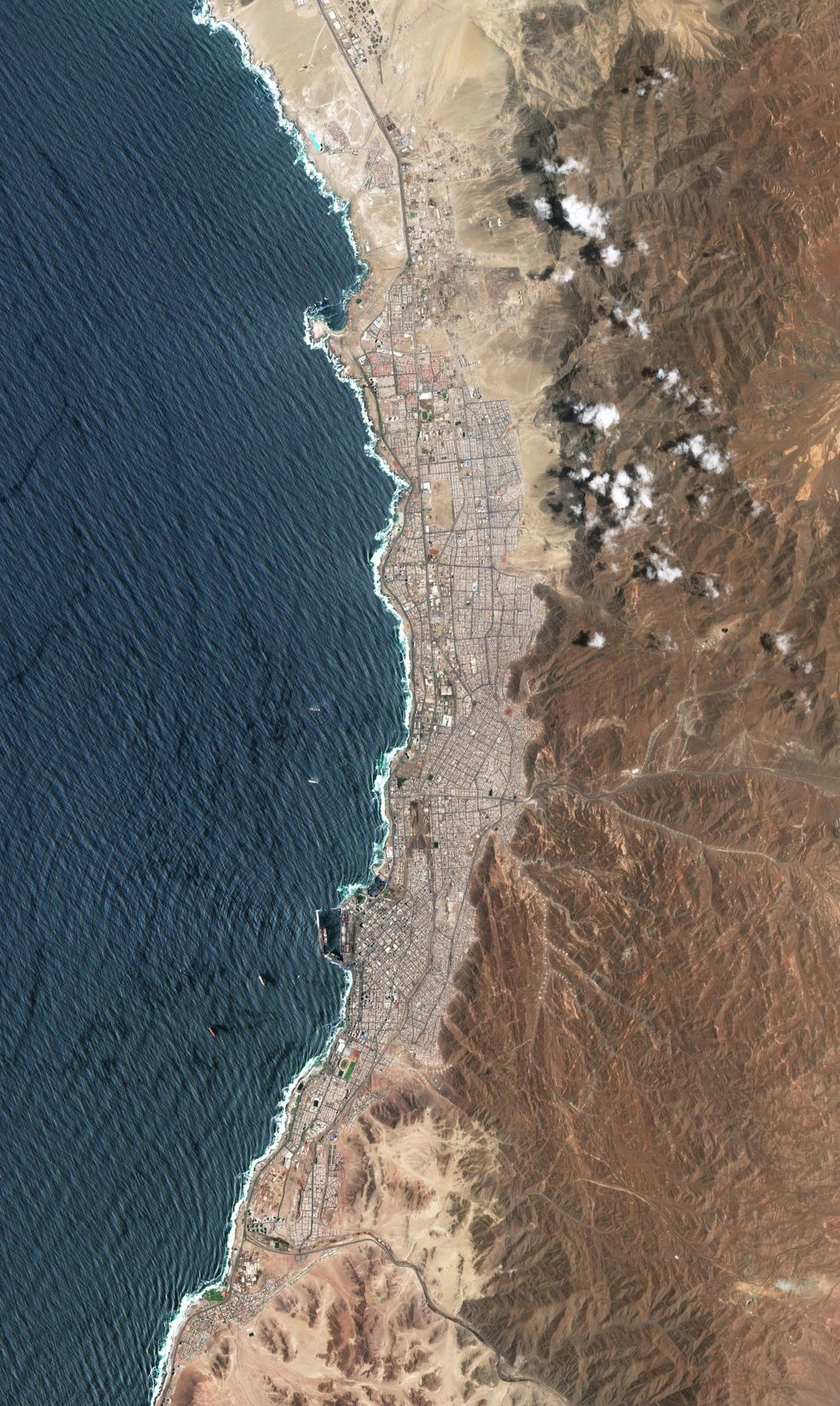
Image du satellite Sentinel-2 de la ville.

La ville d'Antofagasta s'étire sur une vingtaine de kilomètres dans une plaine étroite large de deux à trois kilomètres  située entre la côte de l'océan Pacifique et une chaine montagneuse culminant à environ mille mètres d'altitude qui descend brutalement vers la mer. La ville donne sur la baie de Moreno protégée au nord par une avancée des terres dominée par Mont Moreno qui culmine à 1 200 mètres d'altitude.

### Climat
Le climat dans la ville de Antofagasta et plus généralement dans la plaine littorale est de type désertique froid avec une nébulosité importante (BWk dans la classification de Köppen), une température moyenne de 16,4 °C et des précipitations pratiquement nulles (1,7 mm par an). La température hivernale ne descend pas au-dessous de 12 °C et l'été elle ne monte pas au-dessus de 25 °C du fait du Courant de Humboldt venant de l'Antarctique.
Le territoire de la commune s'étend jusqu'à la frontière avec l'Argentine et son climat est très différent à l'intérieur des terres. En progressant vers l'est on trouve successivement les climats suivants. Dans la Cordillère de la Côte le climat est de type désertique chaud (BWh) avec une température moyenne comprise selon la période de l'année entre 18 et 28 °C. Dans la Cordillère Domeyko qui se trouve à l'est du désert de l'Atacama et est parallèle à la Cordillère des Andes, le climat est désertique froid (BWk) avec une température moyenne qui descend en dessous de 18 °C en hiver, mais peut dépasser 30 °C en été. Dans la Cordillère des Andes le climat est froid de type toundra (ET).
| Mois                                  | jan.      | fév.      | mars      | avril     | mai       | juin      | jui.     | août     | sep.      | oct.      | nov.    | déc.      | année     |
| ------------------------------------- | --------- | --------- | --------- | --------- | --------- | --------- | -------- | -------- | --------- | --------- | ------- | --------- | --------- |
| Température minimale moyenne (°C)     | 17,4      | 17,1      | 16,2      | 14,5      | 13,2      | 12,1      | 11,6     | 12,1     | 12,8      | 13,9      | 15,1    | 16,2      | 14,3      |
| Température moyenne (°C)              | 20,2      | 20        | 19,1      | 17,1      | 15,5      | 14,2      | 13,7     | 14       | 14,7      | 15,8      | 17,3    | 18,9      | 16,7      |
| Température maximale moyenne (°C)     | 23,8      | 23,8      | 22,8      | 20,7      | 19        | 17,4      | 16,9     | 17       | 17,7      | 18,9      | 20,3    | 22,2      | 20        |
| Record de froid (°C) date du record   | 10,2 1971 | 8,3 1951  | 9 1951    | 0 1950    | 5,3 1951  | 6 1951    | 5,8 1975 | 3,6 1966 | 6,5 1950  | 7 1957    | 5 1971  | 7,5 1950  | 0 1950    |
| Record de chaleur (°C) date du record | 31,8 1998 | 30,5 1957 | 30,6 1997 | 28,8 1960 | 28,6 2002 | 23,8 2016 | 24 1954  | 27 1997  | 25,5 1983 | 27,4 1976 | 26 1978 | 29,8 1956 | 31,8 1998 |
| Ensoleillement (h)                    | 312       | 294       | 289       | 249       | 228       | 200       | 207      | 210      | 220       | 250       | 270     | 303       | 3 032     |
| Précipitations (mm)                   | 0         | 0         | 0         | 0,1       | 0,3       | 0,8       | 0,4      | 0,4      | 0,3       | 0         | 0,1     | 0,1       | 2,5       |
| Nombre de jours avec précipitations   | 0,2       | 0         | 0,1       | 0         | 0,2       | 0,3       | 0,3      | 0,4      | 0,7       | 0,2       | 0,2     | 0,1       | 2,7       |
| Humidité relative (%)                 | 76        | 77        | 78        | 79        | 79        | 79        | 78       | 77       | 77        | 77        | 75      | 75        | 77        |

| Diagramme climatique                                  |           |           |             |           |             |             |           |             |           |             |             |
| J                                                     | F         | M         | A           | M         | J           | J           | A         | S           | O         | N           | D           |
| 23,817,40                                             | 23,817,10 | 22,816,20 | 20,714,50,1 | 1913,20,3 | 17,412,10,8 | 16,911,60,4 | 1712,10,4 | 17,712,80,3 | 18,913,90 | 20,315,10,1 | 22,216,20,1 |
| Moyennes : • Temp. maxi et mini °C • Précipitation mm |           |           |             |           |             |             |           |             |           |             |             |

Compte tenu de la sécheresse de la région Antofagasta ne dispose pas d'eau potable à proximité. Pour subvenir aux besoins de la ville, l'eau est captée dans la rivière San Pedro située à 451 km à l'est dans la cordillère.

### Voies de communication et transports
Antofagasta est reliée au reste du pays par la Route 5 qui traverse celui-ci du nord au sud depuis Arica à la frontière  avec le Pérou jusqu'à Quellón  dans la Région des Lacs. Un deuxième axe routier important, la Route 1 longe le littoral et relie la ville d'une part à Iquique située à 410 km au nord via Mejillones et Tocopilla et d'autre part à la petite ville de Taltal située à 173 km au sud. L'aéroport d'Antofagasta (code AITA : ANF) a un trafic annuel d'environ 1,9 million de passagers (2016) transportés par les deux principales compagnies aérienne chiliennes LATAM et Sky Airline. La desserte de la capitale Santiago du Chili constitue pratiquement 90 % du trafic. Enfin Antofagasta est le centre d'un réseau de voies ferrées à écartement métrique de 700 km  très actif (6 millions de tonnes par an) géré par la société Ferrocarril de Antofagasta a Bolivia. Les trains circulent entre le port de la ville et les centres miniers et de transformation situés dans l'arrière pays en transportant le cuivre et l'acide sulfurique utilisé pour son traitement.

## Administration municipale et vie politique
Antofagasta fait partie de la province d'Antofagasta subdivision de la région d'Antofagasta, dont elle est la capitale.

Position de Antofagasta (en rouge) au sein de la Région d'Antofagasta.

## Démographie
La population de la commune est en forte croissance depuis les années 1970 portée par l'augmentation des quantités de cuivre extraits des mines environnantes. La population était de 87590 habitants en 1960, est passé à 125086 habitants en 1970, puis 185456 (1982), 228408 (1992) et 296905 (2002). En 2016, la population de la commune s'élevait à 380 503 habitants. La superficie de la commune est de 30 718 km2 (densité de 56 hab./km²),. Une superficie plus importante que celle de la Belgique. Presque toute la population est concentrée dans la capitale de la région.

## Économie
L'activité économique de Antofagasta est principalement liée à l'activité de son port qui écoule le cuivre extrait de la mine de Chuquicamata sur le plateau central. Le port comporte deux terminaux et 7 quais qui permettent de manutentionner environ 5 millions de tonnes de marchandises.

## Culture et patrimoine

### Personnalités de la ville
Antofagasta est la ville de naissance de Conchita Cintrón, célèbre matador féminin, et de Cristina Dorador, scientifique, docteure et membre de  l'assemblée constituante chilienne.

## Équipements et services

### Transports urbains
Antofagasta dispose d'un système de transports publics consistant en un réseau de 13 lignes de minibus gérés par la société TransAntofagasta. Un projet de tramway est à l'étude depuis une dizaine d'années.

## Galerie de photos

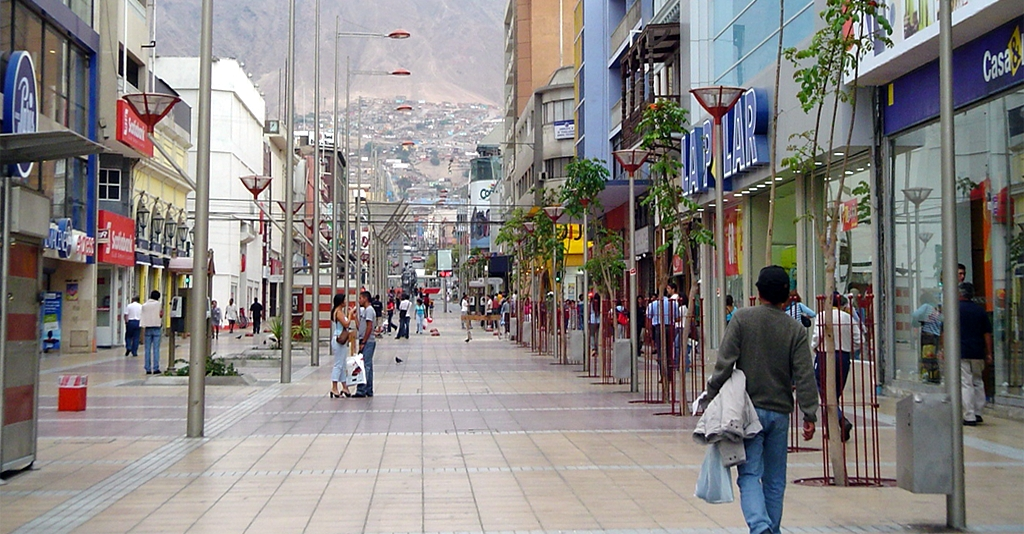
Promenade piétonne Arturo Prat
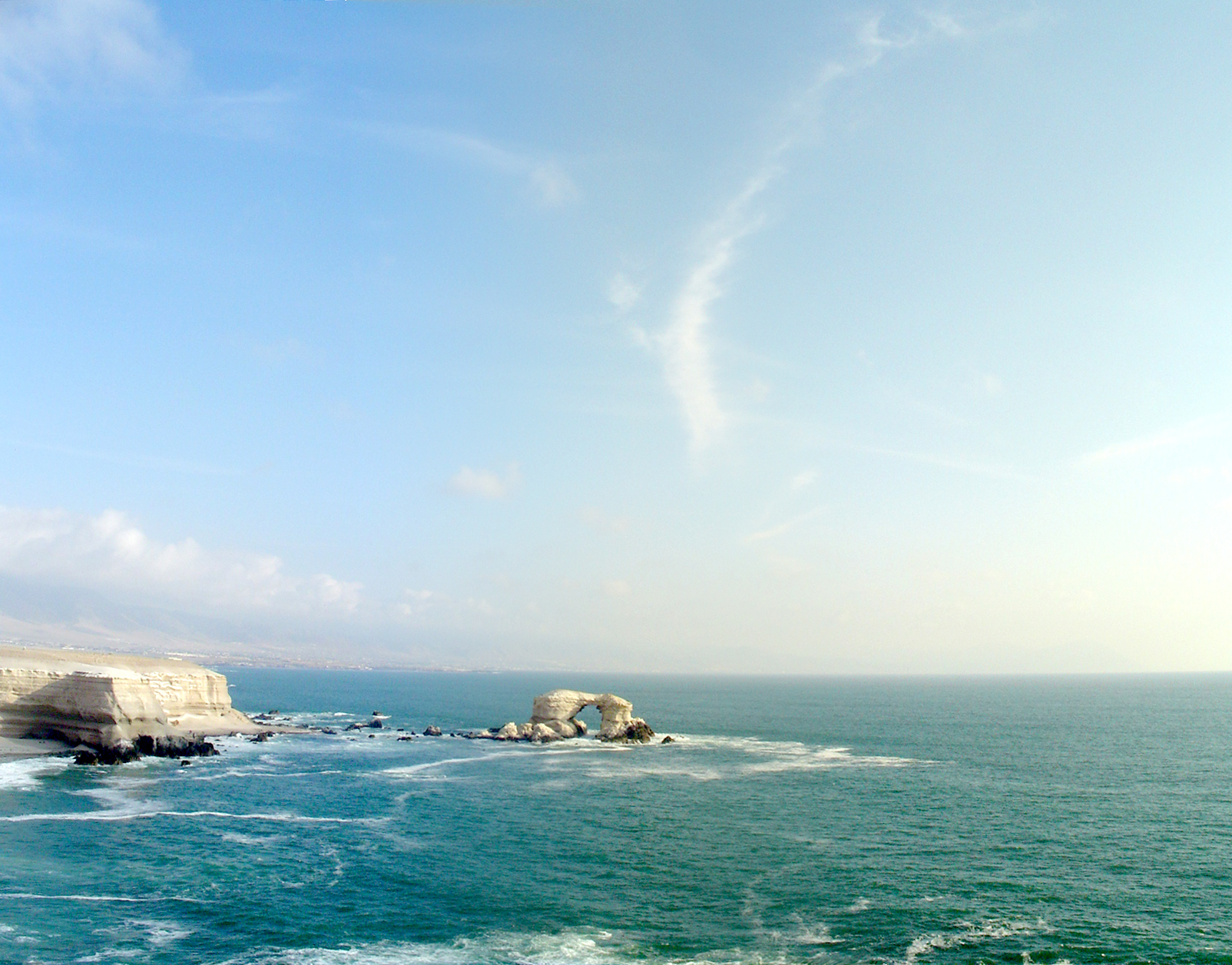
La Portada - monument naturel
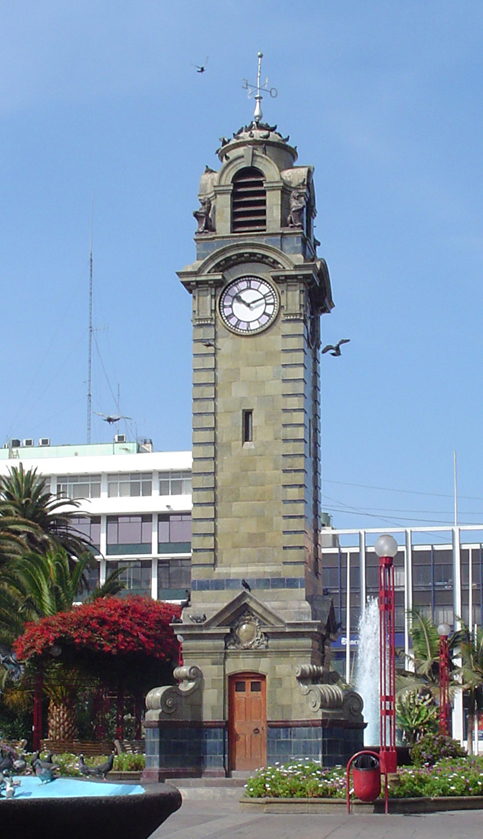
Tour de l'Horloge
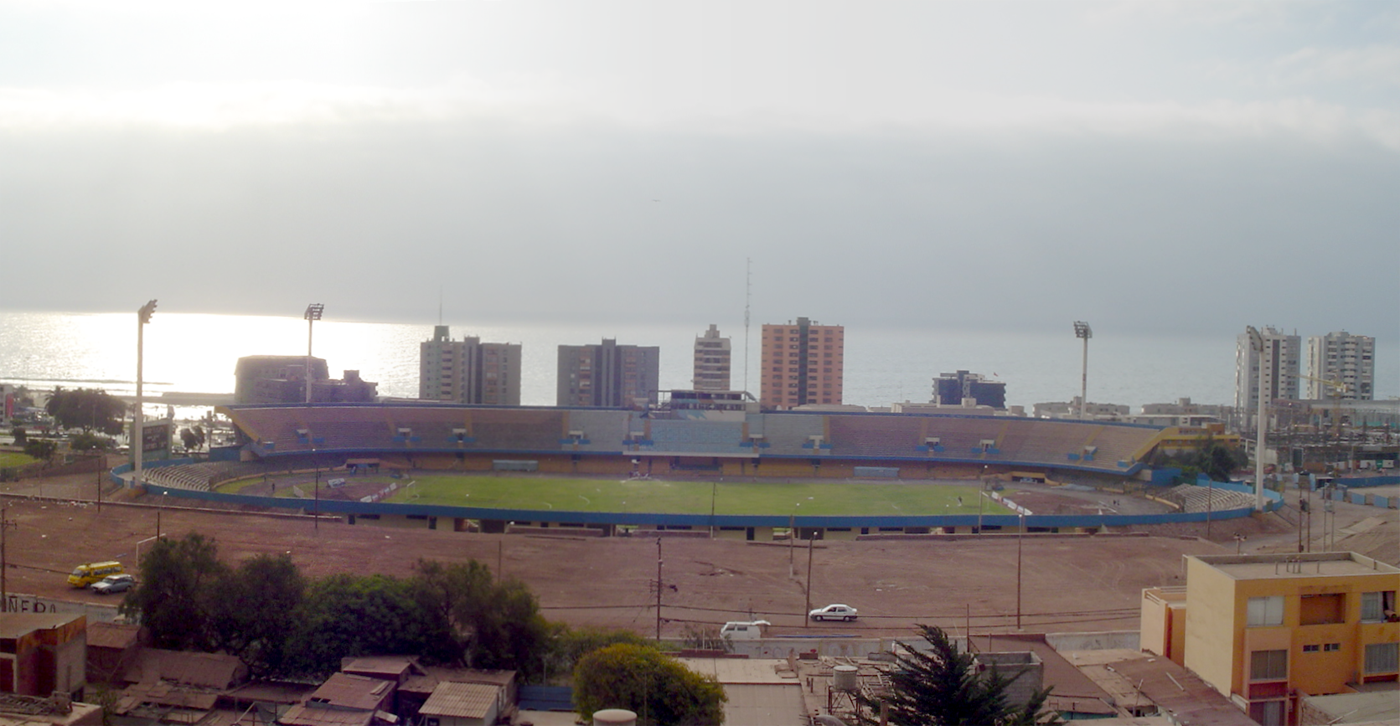
Stade régional
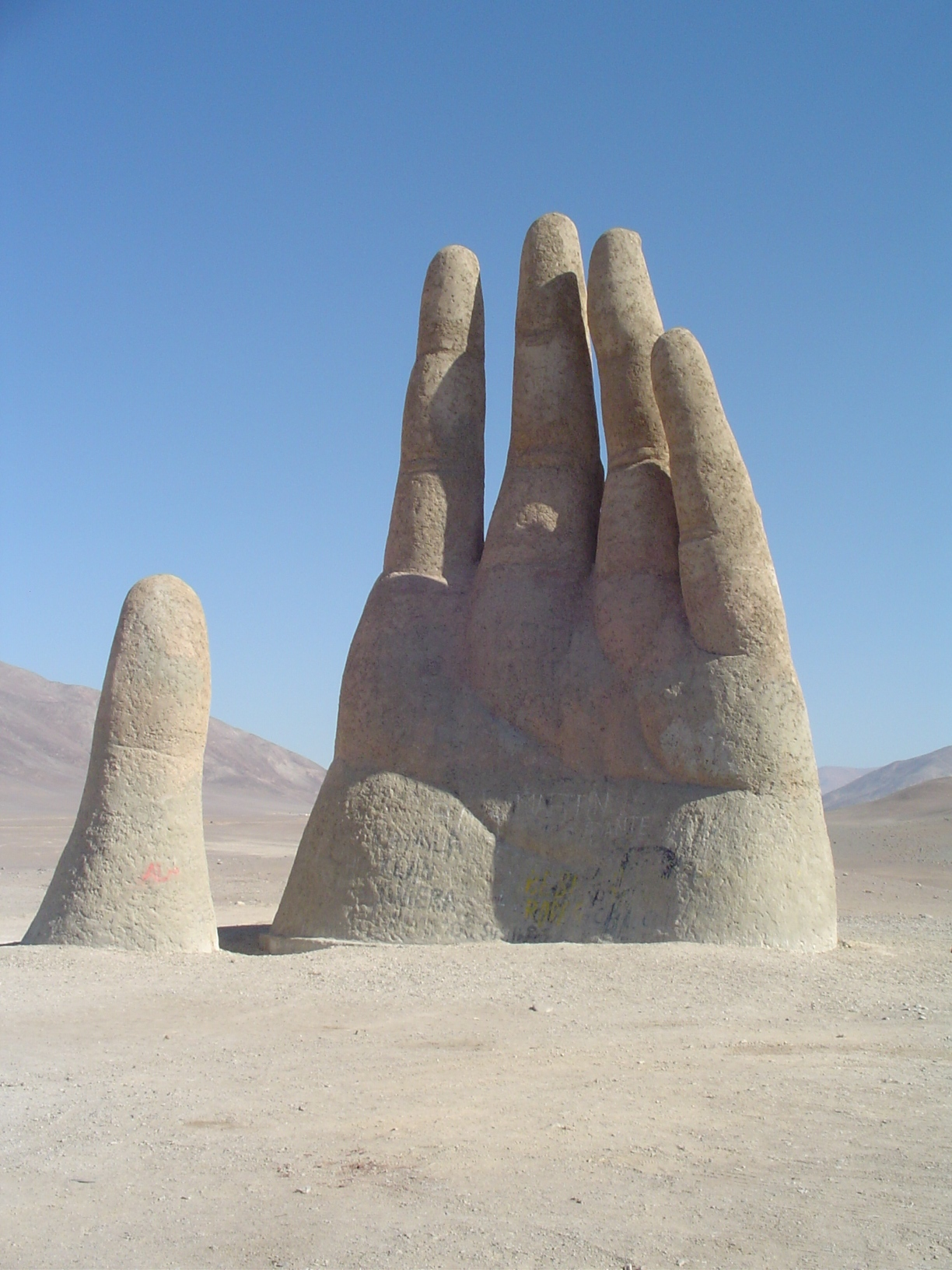
Mano del Desierto
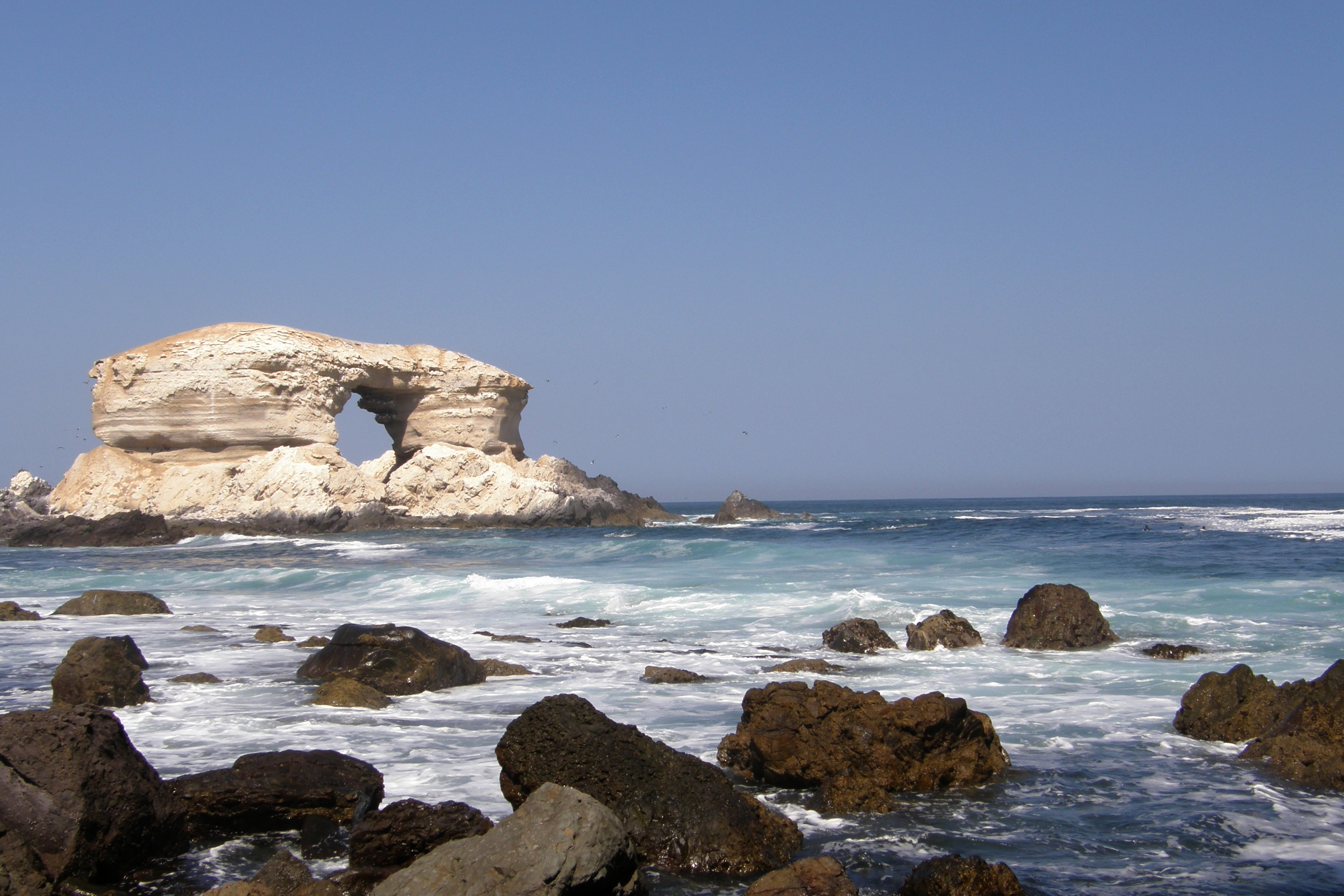
La Portada
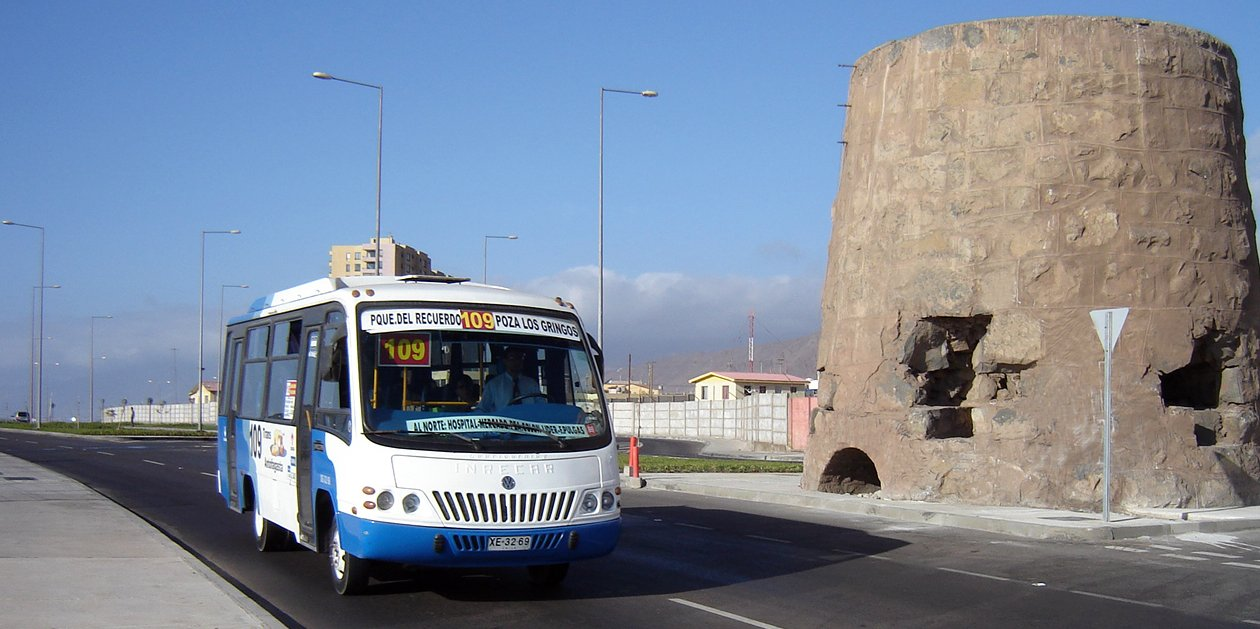
Minibus du réseau  TransAntofagasta